# Stiegrád Gábor
Stiegrád Gábor (Pécs, 1949. augusztus 16. – Budapest, 2008. március 14.) könyvtáros, informatikus.

## Életútja
1967-ben érettségizett a Nagy Lajos Gimnáziumban. 1972-ben szerzett egyetemi diplomát alkalmazott matematika szakon Leningrádban. 1980–1981 folyamán ösztöndíjjal az Amerikai Egyesült Államokban tanult. 1972 és 2002 között az Országos Műszaki Információs Központ és Könyvtárban dolgozott. Ennek megszüntetése után az Országgyűlési Könyvtár könyvtár-gépesítési osztályának vezetőjeként tevékenykedett. Fő feladata mindkét intézményben integrált könyvtári számítógépes rendszerek szervezése és gondozása volt.
ENSZ-szakértőként működött a Seychelle-szigeteken, a Fülöp-szigeteken, Srí Lankában, Bangladesben és a Dél-afrikai Köztársaságban. Mindezek mellett az Eötvös Loránd Tudományegyetem Könyvtártudományi és Informatikai Tanszékén is oktatott.